# Cléon
Cléon è un comune francese di 5 721 abitanti situato nel dipartimento della Senna Marittima nella regione della Normandia.
Questa città è conosciuta per la sua fabbrica Renault, che produce motori e cambi.
Il nome della città sarà utilizzato per denominare due motori car brand iconico Renault, il mitico "Motore Cléon-Fonte" e "Motore Cléon-Alu". Per i collezionisti di auto d'epoca, il nome di "Cléon" si riferisce principalmente a questi due motori che guidano i loro veicoli collezioni.

## Società

### Evoluzione demografica
Abitanti censiti